# Prometeo donatore del fuoco
Prometeo donatore del fuoco (Prometheus the Firegiver - A Mask in the Greek Manner) è un poema di Robert Bridges.
La prima edizione fu pubblicata a Oxford nel 1883 da H. Daniel. Una seconda edizione rivista fu pubblicata a Londra da George Bell & Sons nel 1884. Nel 1898 venne stampata per la terza volta a cura di Smith, Elder & Co.